# Mikko Kohonen
Mikko Kohonen, född 22 januari 1892 i Helsingfors, död 28 mars 1958, var en finländsk jägarkapten.

## Biografi
Kohonen var son till disponenten Olof Johan Kohonen och Amanda Johnsson. Han tog studenten vid Nurmes samskola 1912 och studerade filosofi vid sektionen för fysik och matematik vid Helsingfors universitet 1912–1915. Som många andra blivande finska jägarsoldater begav sig Kohonen till Tyskland och ankom den 9 maj 1915 till Lockstedter Lager. Han placerades vid 2. kompaniet och förflyttades sedan till preussiska 27. jägarbataljonens 2. kompani samt den 6 november 1915 till 3. kompaniet. Under första världskriget stred han på tyska östfronten och bevistade bland annat striderna vid floden Misse. Den 22 augusti 1916 kommenderades han till värvningsuppdrag i Finland. I november 1916 flydde Kohonen och hans medarbetare Lauri Tiainen till Sverige, varifrån de återvände till Finland den 6 december. Den 15 december träffade Kohonen i Sverige jägarbröderna Simo, med vilka han återvände till Tyskland. Kohonen anlände till Tyskland den 27 mars 1917 och deltog samma år i artillerikursen i Palanga.
Den 30 januari 1918 anlände Friedel Jacobssons jägarförband, inklusive Kohonen, till Torneå där de deltog på de vitas sida i slaget om Torneå den 6 februari. Kohonen förfogade över skyddskåren från Kemi och sårades i Torneå. Efter att Jacobsson stupade erhöll Kohonen befälet över trupperna i Torneå. Den 14 mars utnämndes Kohonen till befälhavare över 2. kompaniet vid 1. jägarregementets 2. jägarbataljon. Den 26 mars förflyttades han till 2. jägarbataljonens 2. kompani. Han var kompaniets befälhavare under striderna i Ylisäiniö, Lembois och Viborg. Efter finska inbördeskriget blev Kohonen kompanichef vid vita gardets 2. bataljon och utnämndes den 8 juli 1918 till kommendant för 3. bataljonen. Den senare bytte sedermera namn till Karelens 3. regemente, Karelens 2. regemente, Ladogas 6. infanteriregemente och Viborgs regemente. Den 1 juli 1921 tog Kohonen avsked från armén och blev timmerarbetare i Viborg. 1926 flyttade han till Kotka och arbetade med timmerproduktion fram till vinterkriget.
Vid vinterkrigets utbrott återkom Kohonen i tjänst och tjänstgjorde vid  IV armékårens generalstab. När fortsättningskriget bröt ut blev han befälhavare för södra Kymmenedalens försvarsdistrikt, en post han innehade fram till 1942 då han tog avsked. Fram till sin död 1958 arbetade Kohonen som kontorist för Karl Boströms timmerbolag i Kotka, där han är begravd. Kohonen var från 1918 gift med Hilda Lydia Häggblom.